# Diocèse de Mao-Monte Cristi
Le diocèse de Mao-Monte Cristi (en latin : Dioecesis Maoënsis-Montis Christi ; en espagnol : Diócesis de Mao-Monte Cristi) est un diocèse de l'Église catholique en République dominicaine, suffragant de l'archidiocèse de Santiago de los Caballeros.

## Territoire

Diocèse de Mao-Monte Cristi

Il est situé sur les provinces de Dajabón, Monte Cristi, Santiago Rodríguez et Valverde avec un territoire d'une superficie de 4 841 km2 divisé en 33 paroisses. Le siège épiscopal est à Santa Cruz de Mao où se trouve la cathédrale de la sainte Croix.

## Histoire
Le diocèse est érigé le 16 janvier 1978 par la constitution apostolique Studiosi instar du pape Paul VI en prenant sur le territoire du diocèse de Santiago de los Caballeros (aujourd'hui archidiocèse).
Nommé suffragant de l'archidiocèse de Saint-Domingue lors de sa création, il intègre la province ecclésiastique de Santiago de los Caballeros le 14 février 1994 lorsque ce dernier est élevé au rang d'archidiocèse métropolitain.

## Évêques
- Jerónimo Tomás Abreu Herrera (1978-2006)
- Diómedes Antonio Espinal de León (2006- )